# Epiclytus velaris
Epiclytus velaris är en skalbaggsart som beskrevs av Holzschuh 1998. Epiclytus velaris ingår i släktet Epiclytus och familjen långhorningar. Inga underarter finns listade i Catalogue of Life.